# Selle slovaque
Le Selle slovaque (slovaque : Slovenský teplokrvník) est une race de chevaux de sport de Slovaquie. La race était autrefois nommée « Selle tchécoslovaque » ou « Tchécoslovaque sang-chaud », mais l'éclatement de la Tchécoslovaquie en 1993 a entraîné une séparation en deux stud-books, le Selle tchèque et le Selle slovaque.

## Histoire
L'histoire de ces chevaux se confond avec celle du Selle tchèque, dont ils sont très proches. Issue comme ces derniers d'un cheptel local croisé avec des chevaux importés, notamment Oldendourg, Frison oriental et Selle hongrois, la race est, d'après le Guide Delachaux, influencée par davantage de croisements avec le Trakehner, le Furioso, le Nonius, le Gidran et le Hanovrien. Le stud-book a été créé en 1920. En 1994, 6 750 sujets appartenant à la race sont recensés.

## Description
D'après DAD-IS, les mesures de références effectuées donnent une moyenne de taille de 1,66 m chez les juments et 1,68 m chez les mâles, pour un poids moyen respectif de 578 et 593 kg. CAB International donne (2016) une moyenne de 1,62 m. Le Guide Delachaux fournit pour sa part (2016) une moyenne de 1,70 m à 1,80 m.
Ce cheval de sport sans standard fixe présente une tête de profil rectiligne ou légèrement concave, une fine encolure, un dos large et droit et des membres musculeux.
La sélection de la race porte sur l'aptitude aux sports équestres olympiques.

## Utilisations
La race est employée pour toute forme d'équitation, ainsi qu'à l'attelage. Elle est présente comme cheval d'instruction dans les centres équestres.

## Diffusion de l'élevage
C'est une race à faibles effectifs, le recensement de 2016 donnant un cheptel entre 3 000 et 3 500 têtes. L'étude menée par l'Université d'Uppsala, publiée en août 2010 pour la FAO, signale le Selle slovaque comme une race locale européenne, dont le niveau de menace est inconnu. 